# The Willow Game
The Willow Game ist ein Brettspiel für 2 bis 6 Spieler, das von Greg Costikyan entwickelt wurde und 1988 in englischer Sprache bei Tor Books erschien. Es ist ein Fantasyspiel und hat den Film Willow als Vorlage.

## Spielziel
Es gibt zwei Parteien, die sich in Spieler mit guter Gesinnung und böser Gesinnung aufteilen. Auf einem Spielbrett wird mit diversen Karten gespielt.
Das Ziel der guten Spieler ist es, die Elora Danan - Karte und das Zepter nach Tir Asleen zu bringen. Dort müssen die guten Spieler versuchen, die Stadt zu befreien.
Eine andere Möglichkeit zu gewinnen gibt es, indem man gegen die große Zauberin Bavmorda kämpft.
Das Ziel der bösen Partei ist es, die Elora Danan Karte zu bekommen und sie nach Nockmaar Castle zu bringen.

## Spielverlauf
Das Schema des Spielverlaufs folgt einem einfachen Muster.
Der Spielverlauf der guten Partei besteht aus folgenden Schritten:
1. Karte ziehen
2. Kampf gegen Feindkarten, die die böse Partei möglicherweise auf deinen Charakter gelegt haben
3. Bewegung
4. Heilung
5. Schatzkarten finden

Der Spielverlauf der bösen Partei sieht wie folgt aus:
1. Karten ziehen (je 2)
2. Bewegung
3. Heilung
4. Kampf gegen Gute